# Peter Morgan
Peter Morgan (ur. 10 kwietnia 1963 w Londynie) – brytyjski scenarzysta i dramaturg. Zdobywca Złotego Globu za najlepszy scenariusz za film Królowa. Twórca koncepcji fabularnej i główny scenarzysta serialu The Crown.

## Życiorys
Urodził się w Londynie, jako syn uchodźców. Jego ojciec, Arthur Morgenthau, był niemieckim Żydem, który uciekł do Stanów przed nazistami. Matka Inga była Polką chcącą uniknąć Sowietów. Ojciec Morgana zmarł, gdy chłopak miał 9 lat.

## Twórczość

### Scenariusze

#### Filmy kinowe
- 1992: Dotknięcie ręki (The Silent Touch)
- 1998: Marta i wielbiciele (Martha, Meet Frank, Daniel and Laurence)
- 2006: Królowa (The Queen)
- 2006: Ostatni król Szkocji (The Last King of Scotland)
- 2008: Frost/Nixon
- 2008: Kochanice króla (The Other Boleyn Girl)
- 2009: Przeklęta liga (The Damned United)
- 2010: Medium (Hereafter)
- 2011: 360. Połączeni (360)
- 2013: Wyścig (Rush)

#### Filmy telewizyjne
- 2003: Krwawy tyran – Henryk VIII (Henry VIII)
- 2005: Ucieczka z Colditz (Colditz)
- 2006: Longford
- 2010: Władcy świata (The Special Relationship)

#### Seriale
- 2016–2017: The Crown

### Sztuki teatralne
- 1986: Pax Britannica (współautor)
- 2006: Frost/Nixon
- 2013: Audiencja

## Nagrody
W 2007 roku za scenariusz do filmu Królowa otrzymał nominację do Oscara i BAFTA za najlepszy scenariusz oryginalny. Za pracę nad Królową otrzymał także Złoty Glob i nagrodę Satelita.
W 2009 roku za pracę nad tekstem obrazu Rona Howarda, Frost/Nixon, został ponownie nominowany do Oscara i Złotego Globu.